# قطعنامه ۱۰۶۶ شورای امنیت
قطعنامه ۱۰۶۶ شورای امنیت سازمان ملل متحد که در تاریخ ۱۵ ژوئیه ۱۹۹۶ تصویب شد، سندی بین‌المللی دربارهٔ بررسی وضعیت در کرواسی است. این قطعنامه طی نشست ۳۶۸۱ام با ۱۵ رای موافق، ۰ مخالف و ۰ ممتنع تصویب شد.